# Francesc Escudero i Ribot

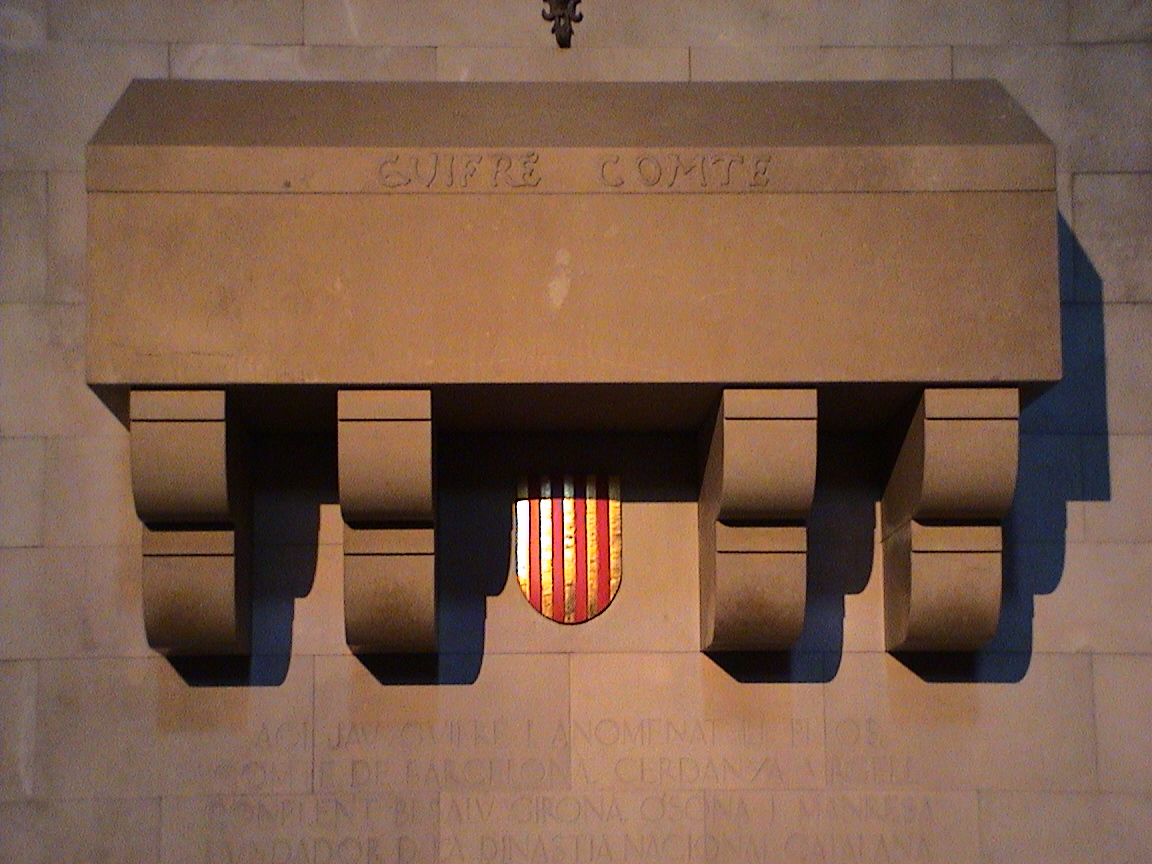
Sepulcre del Comte Guifré al monestir de Ripoll, restaurat per Francesc Escudero

Francesc Escudero i Ribot (Llançà, Alt Empordà, 19 d'abril de 1930 - Barcelona, 22 de febrer de 2012) fou un arquitecte català. Fill de mestres catalans del Patronat Escolar de Barcelona represaliats pel franquisme, es casà amb Maria Assumpta Anglès i Abella (1958) i tingueren tres filles: Carme, Anna i Rosa Neus. Germà de la historiadora de l'art Maria Assumpta Escudero i Ribot i cosí de l'empresari Josep Maria Ribot i Giménez.

## Biografia
Estudià al Col·legi dels Jesuïtes de Casp (Barcelona) i es doctorà en Arquitectura per la Universitat de Barcelona l'any 1955.
Va dirigir un estudi d'arquitectura situat a la Casa Amatller, al Passeig de Gràcia de Barcelona, amb molta activitat dels anys 60 als 80. Com a funcionari, treballà per a l'Ajuntament de Barcelona, arribant a Director Tècnic de l'Àrea Metropolitana de Barcelona, passant a dependre de la Diputació de Barcelona i posteriorment de la Generalitat de Catalunya, on va ser Cap de servei de Planificació, també Cap de servei de Gestió Urbanística i Cap dels Serveis Territorials a Manresa, on es va estar fins a la seva jubilació.

## Obres més rellevants
És autor o coautor de les següents obres destacades:
- Església de Sant Lluís Gonzaga (Barcelona)
- Església de Sant Joan Bosco, a l'avinguda Meridiana (Barcelona)
- Estació d'esquí de Baqueira Beret (Val d'Aran)
- Estació d'esquí de Boí Taüll Resort i ordenació del pla de les ermites (Vall de Boí)
- Escola Virolai (Valldaura, Barcelona)
- Col·legi de Jesuïtes de la Sagrada Família (Horta, Barcelona)
- Ampliació de l'escola primària del Liceu francès de Barcelona (Sarrià, Barcelona)
- Ampliació de l'escola Garbí al carrer Borrell (Barcelona)
- Comunitat de veïns a Sarrià-Pedralbes: Casa Ponsich (c/ Bosch i Gimpera i Enric Giménez); Finques Pedralbes (c/ Manuel Girona); Comunitat del c/ Cavallers; Finques Pulido (c/ Enric Giménez)
- Seu de Catalana Occidente (Sant Cugat del Vallès)
- Oficines de Ciments Molins (Sant Vicenç dels Horts)
- Barri de Can Serra anys 70 (L'Hospitalet de Llobregat)
- Cases de la Cooperativa Gracienca anys 60 i 70 (Barcelona)
- Cases de la Costa Brava
- Grup de cases a la finca de l'antiga fàbrica Tecla Sala (Riera Blanca, entre Barcelona i Hospitalet)
- Restauració de la tomba de Guifré el Pilós (Monestir de Ripoll)